# Bracigowo (gmina)
Bracigowo (bułg. Община Брацигово) – gmina w południowo-zachodniej Bułgarii, w obwodzie Pazardżik.

## Miejscowości
Miejscowości wchodzące w skład gminy Bracigowo:
- Bjaga (bułg.: Бяга),
- Bracigowo (bułg.: Брацигово) − siedziba gminy,
- Isperichowo (bułg.: Исперихово),
- Kozarsko (bułg.: Козарско),
- Rawnogor (bułg.: Равногор),
- Rozowo (bułg.: Розово),
- Żrebiczko (bułg.: Жребичко),